# ونور، شهرستان ویلجندی
ونور، شهرستان ویلجندی (به لاتین: Venevere, Viljandi County) یک روستا در استونی است که در دهستان کو واقع شده‌است.

## خصوصیات
ونور ۴۴ نفر جمعیت دارد.